# 12e division d'infanterie (Corée du Nord)
Pour les articles homonymes, voir 12e division.
La 12e division d'infanterie de Corée du Nord est une division de l'armée populaire de Corée créée en juillet 1949. Elle participa à la Guerre de Corée.

## Histoire
En avril 1950, la république populaire de Chine renvoie 12 000 vétérans de l'Armée populaire de libération en Corée où ils sont incorporés pour former la 7e division (renommée 12e division le 2 juillet 1950).